# La Sône
La Sône is een gemeente in het Franse departement Isère (regio Auvergne-Rhône-Alpes) en telt 590 inwoners (1999). De plaats maakt deel uit van het arrondissement Grenoble.

## Geografie
De oppervlakte van La Sône bedraagt 2,9 km², de bevolkingsdichtheid is 203,4 inwoners per km².
De onderstaande kaart toont de ligging van La Sône met de belangrijkste infrastructuur en aangrenzende gemeenten.

## Demografie
Onderstaande figuur toont het verloop van het inwonertal (bron: INSEE-tellingen).